# Rattlesnake Hills AVA
Rattlesnake Hills AVA  (anerkannt seit 2006) ist ein Weinbaugebiet im Süden des US-Bundesstaats Washington.  Das Gebiet ist Teil der überregionalen Columbia Valley AVA und liegt als Enklave im Yakima Valley AVA. Mit fast 22.721 Hektar zugelassener Rebfläche ist Rattlesnake Hills AVA eine der mittelgroßen geschützten Herkunftsbezeichnungen im Bundesstaat.
Das Gebiet liegt im Yakima County, nördlich des Yakima River zwischen Granger und dem Wapato-Damm. Die Hauptflächen liegen nahe der Stadt Zillah, die auch für ihren Obstanbau bekannt ist.
Die Rebflächen liegen auf einer Höhe von 260 bis 940 m ü. NN und sind die höchstgelegenen im Yakima Valley.